# Zile de lazaret – Jurnal de captivitate și spital
Zile de lazaret – Jurnal de captivitate și spital este o carte scrisă de Gheorghe Banea după întâmplări reale petrecute atât în timpul prizonieratului din Primului Război Mondial, cât și ulterior în viața civilă. O adevărată confesiune, textul reprezintă jurnalul unor imense suferințe fizice și morale ce reconstituie traseul singurătății unui mare mutilat de război.

## Rezumat
Autorul a fost rănit la cap de schijele unui șrapnel în timpul debandadei strategice din Dobrogea. Rămas aproape două zile în no man's land, a fost jefuit de patrulele bulgare, lovit cu patul armei și apoi împușcat din nou în umăr și în ureche de inamici, pentru a fi terminat. A fost cules până la urmă de o patrulă amică sârbă sau rusă și dus într-un spital de front, unde i s-a acordat primul ajutor. Seara însă spitalul a fost cucerit de trupele bulgare, astfel că răniții trântiți în căruțe au fost evacuați la Silistra, unde au fost bătuți cu ciomegele de populația bulgară furioasă. Bătaia a continuat inclusiv în spitalele destinate prizonierilor, în fapt barăci mizerabile.
Neputându-se ridica din patul de suferință ca urmare a unei paralizii asociate rănii, prizonierul în acest timp nu s-a putut hrăni și nici nu s-a putut măcar apăra de muște. După câteva luni totuși, rănile s-au închis și paralizia s-a ameliorat, astfel că a putut să umble cu sprijinul cârjelor. Trimis într-un lagăr de prizonieri a fost supus asemenea celorlalți, unor represalii.
Întors acasă ca urmare a primului schimb de prizonieri invalizi, s-a confruntat nu numai cu fireștile lipsuri existente într-o țară care a trecut prin momente grele, sau cu dificultățile situației de a-și recâștiga starea civilă fiindcă fusese declarat oficial mort, dar și cu o brutală și dureroasă neînțelegere. A fost suspectat astfel că „s-ar fi dat mort” și s-a trezit a fi chiar subiectul unei propuneri de a fi trimis la Curtea Marțială. Trimis la comisia medicală pentru clasare, invalidul s-a târât dintr-un oraș în altul în căutarea respectivei comisii. Odată ajuns, i s-au cerut tot felul de acte, astfel că pentru a le găsi, a trebuit să se târască în alte orașe. La un moment dat a fost chiar pus într-o celulă de alienați, la Socola.
Odată cazul evaluat de comisie, omul care îndurase bombardamente, răni grave de șrapnel la cap și cele petrecute în spitalul bulgăresc a fost suspectat a fi un șarlatan sau un sifilitic. În tot acest timp, mulți șarlatani adevărați care nici nu trecuseră pe front reușiseră să fie clasați ca invalizi.

## Scriere și publicare
Un prim fragment al viitoarei cărți a fost  publicat în „Revista Fundațiilor Regale” (1937, nr. 7, pp. 18-43) și în același an a mai apărut un fragment în Cuget clar (Noul „ Sămănător”, Anul I, 1936-7). Tot în „Revista Fundațiilor Regale”, după una an a fost publicat un alt fragment (1938, nr. 3, pp. 549-583).
Întreg volumul a apărut în anul 1938 în ediția Fundației pentru Literatură și Artă „Regele Carol II”, având 312 pagini și un preț de 70 de lei. A fost publicat ca și roman al unui scriitor român contemporan.

## Receptarea operei
Cartea a surprins prin caracterul ei documentar și psihologic extraordinar. În 1938 la momentul apariție ea a fost întâmpinată cu un entuziasm sincer și dezinteresat, fiind considerată de întreaga presă literară un debut epic reprezentativ. Pentru această lucrare, lui Banea Academia Română la 12 ianuarie 1940 i-a acordat Premiul  „I. Heliade Rădulescu”. De asemenea, autorului i s-a decernat și Premiul Comitetului dobrogean „ I. N. Roman”.
Ceea ce a impresionat  primul rând în textul lui Banea a fost calmul de neimaginat cu care convulsiile atroce ale vieții pot trece ușor precum peste oglinda unei ape, peste sufletul povestitorului care le-a suferit, cu toată povara lor. Au impresionat de asemenea și marea bogăție de fapte sufletești sau de tipuri umane înfățișate în paginile cărții, precum și simplitatea tragică a experienței omenești pe care opera respectivă a dezvăluit-o.

## Analiză literară
Excelent scrisă, cartea a scos la iveală cu un discernământ admirabil și cu o corectitudine deosebită zone ale realității văzute, amintind prin aceasta de pătrunzătorul „spirit al frontului”, alcătuitor prin el însuși al unei aristocrații naționale frumoase și autentice.

### Asemănări tematice
Aceeași lume de durere în care este vorba de oameni infirmi, țintuiți în pat sau agonici a fost înfățișată în cartea Inimi cicatrizate, publicată în 1937 de către Max Blecher. Deși și acolo este o liniște în adevăr, diferența este dată de faptul că aflat în aceeași condiție tragică, omul din cartea lui Blecher renunță la înălțimea sa de om, ca urmare a unei suferințe animalice și meschine.

### Documentarea realității
Creația lui Banea este atât un document al unei perioade istorice cât și al unei experiențe-limită. Cartea este în fapt un jurnal al unor imense suferințe și în același timp o confesiune dezolantă ce reconstituie o imensă singurătate, deoarece proza lui Banea a avut ca sursă încercările fizice și morale îndurate de acesta în Prima Conflagrație Mondială, precum și în perioada ulterioară războiului, când autorul a fost țintuit în scaunul cu rotile și, mai târziu a orbit. Astfel  Banea – comandant de pluton pe frontul din Dobrogea, a fost grav rănit la cap în octombrie 1916. Crezut mort a fost părasit de camarazi și apoi a fost din nou împușcat la umăr și la cap de o patrulă inamică. Salvat în cele din urmă, în țară a fost declarat oficial mort, cu toate că acesta supraviețuise îngrijit fiind mai întâi într-un spital de campanie și mai apoi în alte spitale interioare din Bulgaria.  Revenit în luna august 1918 din captivitate, a fost demobilizat și declarat ca urmare a diagnosticului de paraplegie, un mare mutilat de război.
Textul lui Banea a scos în evidență – din punctul de vedere al lui Camil Petrescu - o gravă, rușinoasă și dezolantă neînțelegere a forurilor militare pentru combatanți. Conform acestuia, cartea a ilustrat un alt povârniș al blocului masiv de dispreț postbelic, pentru cei care au fost pe front. Pe de altă parte, alături de cărțile „Bulgarii. Memoriile unui ofițer român fost prizonier în Bulgaria” (operă a lui de Constantin Vlădescu publicată în 1926) și „Pirin Planina (episoduri tragice și comice din captivitate)” (operă a lui George Topârceanu republicată în anul 2014), cartea lui Gheorghe Banea se înscrie probabil în cadrul celor mai relevante lucrări referitoare la răul tratament al prizoinierilor de război români, acordat de către trupelor bulgare.
Experiențele avute în perioada captivității au fost reluate ulterior, într-un roman apărut postum și intitulat „Mușchetarii în Balcani”.

### Stil literar
Relatarea este nudă și lipsită de ornamente, fiind compensată printr-un dar înăscut al povestirii. Dintre rânduri transpare un om hotarât și lucid, care are însă o doza de fatalism ce transformă momentele cele mai dramatice în scene amețitoare de glumă. De asemenea, din text răzbate o anumită caldă și sfioasă năzuință de a fi recunoscut omul, în umilul dar al propriei sale vieți, pe care-l oferă. Privită din punct de vedere al umanizării cartea este memorabilă. Întreg vârtejul „lazaretului” sugerează de altfel prin sine însuși, un generos mesaj umanist.
Textul este departe de a reprezenta o acumulare de atrocități. Narațiunea impresionează prin calm, seninătate, împăcare cu viața și, nu în ultimul rând prin umor și (auto)ironie. Scriitorul a sesizat în mod nuanțat universul durerii fizice și în mod inteligent, a cautat să fie convingător în ceea ce privește unele momente ce par de domeniul ficțiunii. Liniștea cu care autorul a povestit atrocele convulsii ale vieții suferite ajunge până la depersonalizare și până la despărțirea inteligenței de ființa omenească chinuită. Astfel inteligența rămâne înțelegătoare, doar o flacără pură și simplă care însă nu renunță la  niciuna din prerogativele ei de control al vieții. Desprinderea de sine nu este nici ascetică și în același timp nu simbolizează nici un mistic dispreț al lutului sau una din încremenirile desăvârșite ale sufletului care survin în urma unei lovituri năpraznice a destinului. Calmul își găsește sursa în lucida acceptare a unei ordini de fapt care altfel nu are cum să fie. Îndepărtată cu sclipirile ei ironice doar atât cât să poată să contemple fără a trece de limita dramei umane, inteligența nu a căutat să depășească omenescul cu nimic. Trăite și contemplate în acelaș timp de la bun început, evenimentele devin artă.
Opera lui Bănea cristalizează o viziune etică a vieții, care conform opiniei lui Pompiliu Constantinescu, este în același timp și specific românească. Concepția etică este relevată și prin recursul nepremeditat la proverbe, la zicale sau la perifraze populare. Naratorul completează pe portretist, iar întregul memorial se constituie în oglinda unei o lumi diverse, cu minusurile și, mai rar cu însușirile ei. Simplitatea și puterea textului amintesc însă de liniștea cu care Ion Neculce a ilustrat atâtea prăpădiri de vieți de domni și de boieri, de ironia cu care Ion Creangă și-a contemplat propria viață și de umorul lui Calistrat Hogaș. Cu toate acestea autorul nu a renunțat la nici unul dinte micile rafinamente de gândire sau la luciditățile pe care i le-a oferit cultura modernă, ceea ce a mărit prețul și autenticitate lumii pe care a înfățișat-o.
Bogăția incidentelor comice și mânia care altfel nu se putea descărca, păstrate proaspete timp de două decenii de inima și mintea unui soldat, sunt substratul pentru o mulțime de pagini de vervă îndrăcită, care poate lasa mult in urmă cărți scrise de profesioniști ai umorului. Talentul autorului precum și acuitatea neobișnuită a experienței trăite au fost motive pentru memoria prodigioasă a faptelor mărunte de viață și pentru siguranța trăsăturii, dovedite de scriitor în textul operei.

## Aprecieri critice
Ilustrare a unor amintiri despre zile de robie și de boală, „Zile de lazaret ... ” este e carte impresionantă, astăzi însă uitată, La vremea sa a fost caracterizată drept o mărturie dureroasă de un umor trist și în același timp un document uman de o rară valoare și a înregistrat un mare succes de critică.
George Călinescu a remarcat în calmul povestitorului aflat în luptă cu suferința atroce și cu moartea care formează însăși substanța cărții, un destul de inedit și mai ales caracteristic fapt psihologic. În același timp, Pompiliu Constantinescu a asemănat această liniște cu cea din operele lui Neculce, ale lui Hogaș și ale lui Creangă.
Perpessicius a caracterizat-o drept un document autentic, „de o sanctificată umanitate”. De asemenea, Mihail Sadoveanu în raportul înaintat Academiei Române a specificat faptul că opera se distinge prin sinceritatea emotionantă și susținută a povestirii. În plus, Sadoveanu a apreciat că autorul  a adăugat simplității de care a dat dovadă dragostea și mila de om în general, motiv pentru care nu a eșuat în exagerări declamatorii și a reușit să prezinte personaje reale, călăuzind cititorul spre suferința în sine a omului.
Într-o retrospectivă a anului 1938, redacția Revistei Fundațiilor Regale a caracterizat apariția drept „o carte de război, poate nemeșteșugită, dar de puternic ecou moral”. 
În același an, Ovidiu Papadima a apreciat că lucrarea va rămâne ea una dintre cele mai reprezentative ale literaturii române, din preajma Primului Război Mondial.